# 縣神社 (岐阜市)
縣神社（あがたじんじゃ）は、岐阜県岐阜市にある神社である。
美濃国方県郡式内社の方県津神社とされている。但し、美濃国方県郡の方県津神社に関しては他にも津神社、方県津神社などの幾つかの論社がある。
岐阜市北西部にあり、美濃国山県郡と方県郡の境付近にある。
創建時期は不明であるが、境内の石柱や灯篭などの年号によると、天保年間（1830年 - 1843年）にはこの地に鎮座していたと推測される。

## 祭神

### 主神
- 縣大神

詳細は不明。国狭槌尊、天津彦根命、少彦名命などの説がある。

### 合祀
- 伊弉諾尊
- 伊弉冉尊
- 天照大御神
- 菊理姫神
- 健速須佐之男命
- 速玉之男命
- 熊野久須美神
- 家津御子神

## 交通機関
- 岐阜バス伊自良線「伊自良四ツ辻」バス停下車、徒歩約30分